# SNK VS. CAPCOM 激突カードファイターズ (アルバム)
『SNK VS. CAPCOM 激突カードファイターズ 』（エスエヌケイバーサスカプコンげきとつカードファイターズ）は、日本のゲームミュージックアルバムである。

## 解説
ネオジオポケット『SNK VS. CAPCOM 激突カードファイターズ』のオリジナル・サウンドトラックアルバムである。オリジナルゲームでは『SNKサポーターズバージョン』と『CAPCOMサポーターズバージョン』の2つであったが、このアルバムでは2ヴァージョン纏めて収録している。封入特典はネオジオポケットステッカー、『リュウのテーマ』『テリーのテーマ』携帯着メロ入力表であり、キャラクターは『SNK VS. CAPCOM 激突カードファイターズ』の公式カードイラストを起用している。
全音楽は『激突』のオリジナル音楽と『バイオハザードシリーズ』などの過去の作品ネオジオ音源版の音楽の2種類を収録している。
ジャケットは黄緑枠に2つに別れた赤と青の地に赤には「テリー」「草薙京」。青には「（ストリートファイターZEROの）隆」と「ケン」の公式カードイラスト版を起用している。
『SNK VS. CAPCOM 激突カードファイターズ』の続編である『SNK VS. CAPCOM カードファイターズ2 EXPAND EDITION』と1部のキャラクターが登場している『SNK VS. CAPCOM カードファイターズDS』のオリジナル・サウンドトラックは発売されていない。

## 収録曲
1. 激突カードファイターズ!（オープニングデモ）
2. どれ?（メニュー画面）
3. 準備おっけ~?（通信準備）
4. ジョイジョイ店内（ジョイジョイ ）
5. ゲーム開始!（ゲームスタート!!）
6. 勝負!（バトル時）
7. 勝ったやん!（勝利デモ）
8. やったあ!（通常カードGET!）
9. 嬉しい~!（コイン・レアカードGET!）
10. LOST WORLD店内（ロストワールド）
11. SHOPPIN’（ロストワールド[店員]）
12. 負けたや~ん(><)（敗北デモ）
13. 大阪MAP（全体マップ画面[大阪]）
14. ネオジオランド店内（ネオジオランド一階）
15. ねおちゅぴオープニング（ねおちゅぴオープニング）
16. ねおちゅぴNO.1（ねおちゅぴバトル）
17. サイコソルジャーREMIX’97（アテナの曲）
18. プラサカプコン店内（プラサカプコン）
19. チュンリ~（プラサカプコン2[チュンリー]）[5]
20. お祭りやん!（SCパーク）
21. バイオハザード（バイオハザード）
22. 腐ってるのって嫌な感じ。（ゾンビ出現）
23. MYSTERY（無線カードイベント）
24. 大阪、東京MAP（全体マップ画面[大阪・東京]）
25. ラスベガスに行きたいか~!お~!（ネオジオワールド1）
26. ネオジオワールド店内（ネオジオワールド2）
27. 勝ち抜くぞ~!（バトル時[小ボス]）
28. ワニの味（パオパオカフェ）
29. カポエラダンス（カポエラダンス）
30. ラスベガスや~ん!（ラスベガス1）
31. STRAIN（ラスベガス2）
32. 最後の決戦（バトル時[大ボス]）
33. 超嬉しい~!（ラスボスカードGET）
34. カードマスターへの道は遠い（ラスボスカードGET~エンディング）
35. おめでとっ!（エンディング）
36. 格闘編予告!（格闘予告）